# Dámaso García Fraile
Dámaso García Fraile (Martinamor, 14 de marzo de 1936 - Salamanca, 10 de abril de 2021) fue un catedrático de Musicología, compositor y maestro de capilla español.

## Vida
Nació el 14 de marzo de 1936 en Martinamor, un municipio de la provincia de Salamanca. Se formó musicalmente en el Conservatorio de Salamanca, donde estudió la carrera de Piano con Bernardo García-Bernalt y Juan Sánchez Quintero. Posteriormente estudiaría con Jesús Aroca en el Conservatorio Superior de Madrid. En 1959 se trasladó a Roma para estudiar en el Pontificio Instituto de Música Sacra, donde estudió con Baratta, Bartolucci, Vignatelli y Anglés.
Entre sus numerosos títulos y estudios, García Fraile era licenciado en Canto Gregoriano, Composición y Musicología. Se licenció en Derecho canónico por la Universidad de Salamanca y se doctoró allí mismo en Filosofía y Letras. Era diplomado superior por el Instituto Litúrgico de San Anselmo y la Universidad Gregoriana de Roma.
En 1962 se presentó con éxito a la oposición al magisterio de la Catedral de Salamanca, cargo que mantuvo hasta 1977. Como director de la Capilla Salmanticense de la Universidad Pontificia, realizó conciertos en Roma, Múnich y otras ciudades. En 1967 partió a Múnich, donde estudió Musicología en la Universidad Luis Maximiliano con los profesores Georgiades, Wältner y Bucholz, becado por el Gobierno alemán.
En 1670 regresó a Salamanca, donde pasó a ocupar la cátedra de Música Francisco de Salinas. La cátedra se había creado dos años antes y se encargaba de realizar formación musical, ciclos de intérpretes universitarios y la organización de conciertos, congresos y festivales para el alumnado. En 1979 fue nombrado profesor agregado y en 1983 catedrático de Musicología. En la Universidad además fue decano de la facultad de Geografía e Historia y subdirector de las cursos internacionales. Fuera de la universidad, fue profesor del Conservatorio de Música y fundador y directo del Curso Internacional de Interpretación de Música Española para Órgano desde 1979.
Fue presidente del Répertoire International des Sources Musicales (RISM España) y académico correspondiente de la Real Academia de Bellas Artes de San Fernando de Madrid.
El profesor García Fraile se jubiló en 2006, aunque continuó su actividad organizativa como presidente de la Sociedad de Conciertos de Salamanca y del Centro de Estudios Salmantinos. Falleció en Salamanca el 10 de abril de 2021.

## Obra
Sus investigaciones se centraban en tres campos: la cátedra de Música de la Universidad de Salamanca, los órganos históricos de la provincia de Salamanca y la Escuela de Nobles y Bellas Artes de San Eloy de Salamanca. Entre sus numerosas publicaciones y libros destacan:
- García Fraile, Dámaso (1981). Catálogo archivo de música de la catedral de Salamanca. Cuenca: Instituto de Música Religiosa de la Diputación Provincial. ISBN 9788450043259. OCLC 1121550806.
- García Fraile, Dámaso (2002, 2004). La música para teclado de José Lidón. 2 volúmenes. Madrid: Sociedad Española de Musicología. ISBN 9788486878795. OCLC 639066304.
- García Fraile, Dámaso (1997). Salamanca y Bretón : edición de 'Salamanca', poema sinfónico para gran orquesta. Salamanca: Caja Salamanca y Soria. ISBN 9788487132551. OCLC 628221170.
- García Fraile, Dámaso (2008). Salamanca en la historia de la música europea. Publicaciones del Centro de Estudios Salmantinos (81). ISBN 9788486820800. OCLC 434424491.
- Música y universidad : "iterum salmantica docet". Salamanca: Universidad de Salamanca, Facultad de Geografía e Historia. 2006. OCLC 433549604.